# Zbigniew Szymański (pisarz)
Zbigniew Szymański, ps. Witold Tarasiewicz (ur. 21 sierpnia 1927 w Wilnie, zm. 18 maja 2020 w Gdyni) – polski poeta i architekt.

## Życiorys
Urodził się w 1927 roku w Wilnie, w urzędniczej rodzinie Stanisława i Józefy z Jasieńskich. Ukończył liceum budowlane w Wilnie.
W czasie II wojny światowej pracował jako robotnik w fabryce maszyn rolniczych. W lutym 1944 wstąpił do AK i w jej szeregach brał udział w wyzwoleniu Wilna w lipcu tego samego roku. Bezpośrednio potem został aresztowany przez NKWD, wywieziony do Kaługi i wcielony do Armii Czerwonej. Z powodu młodego wieku został urlopowany i wrócił do Wilna. W obawie przed aresztowaniem wstąpił do armii Berlinga.
Po zdemobilizowaniu w listopadzie 1945 roku zamieszkał w Gdańsku, zdał eksternistycznie maturę i studiował na Wydziale Architektury w Gdańskich Technicznych Zakładach Naukowych (obecne Centrum Kształcenia Zawodowego i Ustawicznego Nr 1), gdzie w roku 1948 zdobył tytuł technika architektury i budownictwa. Od 1952 roku mieszkał w Gdyni. W latach 1954–1973 był kierownikiem prywatnego Biura Projektów Architektonicznych. W 1958 roku uzyskał tytuł architekta. Aresztowany w 1973 roku pod zarzutem przestępstwa gospodarczego, i do kwietnia 1977 przebywał bez wyroku w zakładzie karnym.
Debiutował jako poeta (pod pseudonimem Witold Tarasiewicz) wierszem pt. Wieża Jacek w Gdańsku ogłoszonym w roku 1950 na łamach „Tygodnika Powszechnego”. Publikował m.in. w „Nowej Kulturze” (1951–1954), „Dzienniku Bałtyckim” (1952–1960), „Twórczości” (1952, 1956), „Głosie Wybrzeża” (1963–1967), „Literach” (1964–1966). W 1981 z Janem Piepką założył prywatną Gdańską Oficynę Wydawniczą. W latach 1952–1983 był członkiem Związku Literatów Polskich, od roku 1989 należał do Stowarzyszenia Pisarzy Polskich. Przyjaźnił się z pisarką Różą Ostrowską, pisarzem Lechem Bądkowskim oraz poetą Franciszkiem Fenikowskim. 
Od 1949 był mężem Zofii z domu z Oniskiewicz (1927–2012), ojciec Małgorzaty i Zbigniewa Radosława (ur. 1950), który także jest poetą.
Zmarł w Gdyni, pochowany 21 maja 2020 roku obok żony na cmentarzu komunalnym w Kosakowie (sektor 34-23-9).

## Twórczość
- Wiersze gdańskie (Czytelnik, 1954)
- Dnie niepokoju (Wydawnictwo Morskie, 1959)
- Wygasanie form (Wydawnictwo Morskie, 1967)
- Erotyki kaszubskie (Zrzeszenie Kaszubsko-Pomorskie, 1973)
- Przecięcie (Wydawnictwo Morskie, 1977)
- Niosący światło (Wydawnictwo Morskie, 1979)[10]
- Pieśń o ziemi kaszubskiej (Zrzeszenie Kaszubsko-Pomorskie, 1981)[11]
- Światło, które chronię (Wydawnictwo Morskie 1982)[12]
- Opowieści gdańskich zegarów (Krajowa Agencja Wydawnicza, 1984)[13]
- Gdańsk. Fragment poliptyku (Wydawnictwo Morskie, 1988)[14]
- Przygody Piotrusia na pirackiej wyspie (Wydawnictwo Morskie 1988)[15]
- Nam nie ująć Ciebie poematem (Marpress, 1997)
- Taka mi się przyśniłaś (Marpress, 2004)
- Miasto za mgłą (Marpress, 2005)

Źródło:.

## Nagrody i wyróżnienia
- Medal Księcia Mściwoja II za twórczość literacką, w której stale obecny był Gdańsk (1997)[16]
- Nagroda Prezydenta Miasta Gdańska w Dziedzinie Kultury z okazji jubileuszu 50-lecia pracy twórczej (2005)[17]
- Nagroda Prezydenta Miasta Gdańska w Dziedzinie Kultury za całokształt pracy twórczej oraz z okazji jubileuszu 90. urodzin (2017)[17]